# 百合ップル
百合ップル（ゆりップル）とは、百合と呼ばれる女性同士の恋愛カップルのこと。
2002年頃、ライトノベル作品である『マリア様がみてる』が同人界を中心に話題となり、2004年に同作品及び漫画『神無月の巫女』がアニメ化されて以後、サブカルチャーの分野を中心に百合を扱った創作が多数登場するようになった。
こうした中で「百合＋カップル」を縮めた略称として生まれたのが「百合ップル」という言葉である。またこの言葉には1990年代に男女がイチャイチャする姿を指した「バカップル」という言葉に擬えている要素があるとも言われている。
2007年度版の「現代用語の基礎知識」において百合ップルという言葉が新語の一つとして採用された。